# Riza Kapetanović
Riza-beg Kapetanović Ljubušak (25. května 1868 Vitina, okres Ljubuški, Osmanská říše – 24. prosince 1931 Sarajevo, Království Jugoslávie) byl bosenskohercegovský básník a velkostatkář bosňáckého původu.

## Život
Narodil se do rodiny bohatého statkáře a úředníka Mehmed-bega Kapetanoviće, který se po rakousko-uherské okupaci Bosny a Hercegoviny roku 1878 přestěhoval z rodinného statku v hercegovské vsi Vitina do Sarajeva. Jako první Bosňák absolvoval kadetní školu v Sarajevu (Militär-Knabenpensionat). Po celý život pobýval rentu z rodinných statků a svůj volný čas věnoval literární tvorbě. Do roku 1918 spolupracoval mimo jiné s kulturními časopisy Bosanska vila, Bošnjak, Vienac, Nada a Behar. Roku 1903 se podílel na založení podpůrného spolku Gajret (Úsilí), kterému vymyslel jméno.
Mezi lety 1905 a 1910 a nato od roku 1913 do konce první světové války zasedal v sarajevském městském zastupitelstvu.
Jeho básnická sbírka Pjesme Riza bega Kapetanovića-Ljubušaka (Sarajevo 1893), vydaná latinkou namísto dosud převládající cyrilice, byla prvního svého druhu mezi bosňáckými spisovateli na konci 19. století.
Riza-beg se roku 1889 oženil s Munirou Bašagić, dcerou mufetiše, revizora, Zemského vakufského pověřenectva Ibrahim-bega a sestrou spisovatele Safvet-bega.

## Dílo
- Pjesme (Básně, Sarajevo 1893), básnická sbírka
- Zulumćarev san (Násilníkův sen, 1896), drama
- Hadžun: Hadžibeg Rizvanbegović (1904/1905, tiskem Sarajevo 1906), drama
- Riza-beg Kapetanović Ljubušak mlađi: književni pupoljci iz hercegovačke dubrave (Riza-beg Kapetanović Ljubušak mladší: literární poupata z hercegovského háje, ed. Muhidin Džanko, Sarajevo 2008), sebraná díla: básně, dramata, črty a cestopis z hadždže